# Tambor de mina
Tambor de Mina (São Jorge da Mina, país Gana) é uma religião afro-brasileira, afro-amerindia muito praticada nos estados brasileiros do Maranhão, Piauí, Pará e na Amazônia, cuja característica marcante é o transe inconsciente. Chamado ao qual comumente de "Incorporação"
O Maranhão foi um dos grandes destinos da mão de obra africana, sobretudo durante o último século do tráfico de escravos para o Brasil (1750-1850), principalmente para a capital, a Baixada Maranhense e o Vale do Itapecuru, regiões onde existiam grandes plantações de algodão e cana-de-açúcar.

O Tambor de Mina é comumente conhecido como uma Nação mais fechada e discreta dente outras nações e religiões afro brasileiras e amerindias.
Tendo em si, diferenciais marcantes como os seus Caboclos que não são somente Caboclos de Pena como conhecidos na Umbanda Popular, e sim como Caboclos D'água, Mouros, Pássaros e etc.
Tendo grande variedade de linhas e fundamentos secretos, que nem sempre são passados a filhos, ou até mesmo para cargos. Tudo dentro de uma casa de Mina se é feito de acordo ao Vodun regente daquele local. 

## Etimologia
No nome tambor de mina, a palavra tambor é devido a importância do instrumento nos rituais de culto. A palavra mina refere-se ao negro-mina da região de São Jorge da Mina. Denominação dada aos escravos procedentes da costa situada a leste do Castelo de São Jorge da Mina (Verger, 1987: 12), na atual República do Gana, trazidos da região das atuais repúblicas do Togo, Benim e Nigéria, conhecidos principalmente como negros mina-jejes e mina-nagôs.

## Culto
Como as demais religiões de origem africana no Brasil (Candomblé, Xangô, Xambá, Batuque, Jarê e outras), o tambor de mina se caracteriza por ser religião iniciática e de transe ou possessão(Incorporação). No tambor de mina mais tradicional a iniciação é demorada, não havendo cerimônias públicas de saída, sendo realizada com grande discrição no recinto dos terreiros e poucas pessoas recebem os graus mais elevados ou a iniciação completa.
A discrição no transe e no comportamento em geral é uma características marcante do tambor de mina, considerado por muitos como uma maçonaria de negros, pois apresenta características de sociedades secretas. Nos recintos mais sagrados do culto (peji em nagô, ou côme em jeje), penetram apenas os iniciados mais graduados.
O transe no tambor de mina é muito discreto e às vezes perceptível apenas por pequenos detalhes da vestimenta. Em muitas casas, no início do transe, a entidade dá muitas voltas ao redor de si mesmo, no sentido contrário ao dos ponteiros do relógio, talvez para firmar o transe, numa dança de bonito efeito visual ou para acoplar ao corpo do filho ao qual rege naquele momento. Normalmente a pessoa quando entra em transe recebe um símbolo, como uma toalha branca amarrada na cintura ou um lenço, denominado pana, enrolado na mão ou no braço.
No Tambor de Mina, grande parte dos participantes do culto são do sexo feminino e por isso, alguns falam num matriarcado nesta religião. Os homens desempenham principalmente a função de tocadores de tambores, isto é, abatás, daí a definição abatazeiros, também se encarregam de certas atividades do culto, como matança de animais de 4 patas e do transporte de certas obrigações para o local em que devem ser depositados. Algumas casas são dirigidas por homens e possuem maior presença de homens, que podem ser encontrados inclusive entrando em transe e sendo possuído por uma entidade.

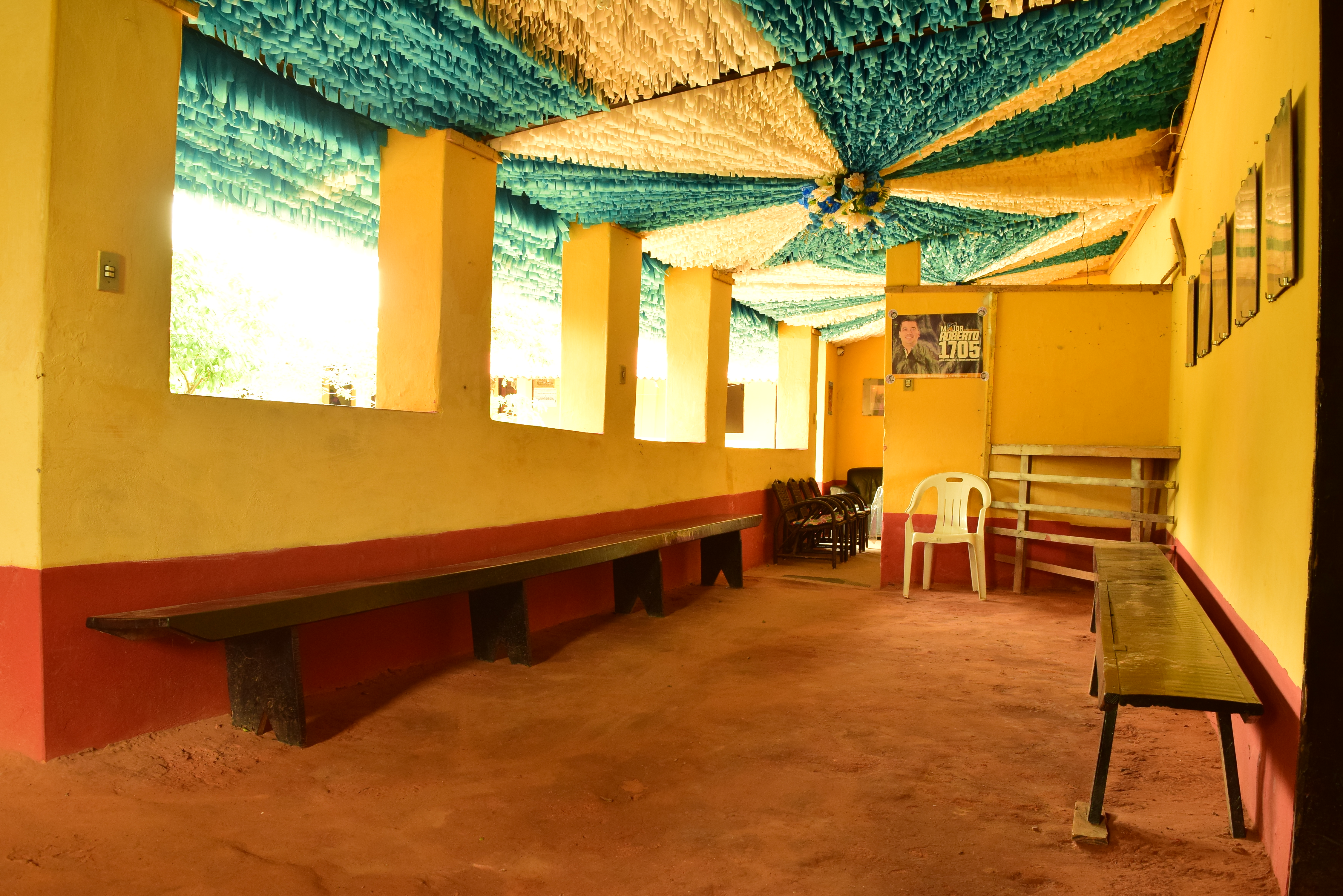
Átrio interno da Casa das Minas, com chão de terra batida

Existem dois modelos principais de tambor de mina no Maranhão: o jeje e o nagô. O primeiro parece ser o mais antigo e se estabeleceu em torno da Casa Grande das Minas Jeje, mais conhecida como Casa das Minas (Querebentã de Toi Zomadônu), o terreiro mais antigo, que deve ter sido fundado em São Luís na década de 1840. O outro, que lhe é quase contemporâneo e que também se continua até hoje se estabeleceu em torno da Casa de Nagô. A Casa das Minas e a Casa de Nagô localizam-se no mesmo bairro (São Pantaleão) a uma quadra de distância.
A Casa das Minas é única, não possui casas que lhe sejam filiadas, daí porque nenhuma outra siga completamente seu estilo. Nesta casa os cânticos são em língua jeje e só se recebem divindades denominadas de voduns, mas apesar dela não ter casas filiadas, o modelo do culto do Tambor de Mina é grandemente influenciado pela Casa das Minas.
A Casa de Nagô cultua voduns, orixás e encantados (gentis ou caboclos, que são espíritos de reis, nobres, índios, turcos etc.). O modelo de culto desta casa deu origem a diversos terreiros que se espalharam pela capital e interior do estado.
Nos terreiros de Tambor de Mina é comum a realização de festas e folguedos da cultura popular maranhense que às vezes são solicitadas por entidades espirituais que gostam delas, como a do Festa do Divino Espírito Santo, Queimação de Palhinhas, o Bumba-meu-boi, o Tambor de Crioula e outras. É comum também outros grupos que organizam tais atividades irem dançar nos terreiros de mina para homenagear o dono da casa, as vodunces e para pedir proteção às entidades espirituais para suas brincadeiras. Sérgio Ferretti: "No Tambor de mina do Maranhão pouco se fala em Oxum, Oiá e Obá, conhecidas nos terreiros influenciados pelo candomblé. Os orixás e voduns se agrupam em famílias ou panteões."

No Tambor de Mina há grande diferença entre Orixás e Voduns e formas de tratamentos e fundamentos, não é ramificação de outra nação, é nação própria. Trás seus mistérios e seus segredos, conhecido por sua seriedade e dedicação de seus filhos dentro de seus Terecôs(Illês-casa de santo), diz se comumente, que cada casa de Mina tem seu fundamento, e consta-se como verdade pois cada casa segue de uma família de Vodun e Encantados Regentes que ditam seus fundamentos e criação dentro do Terecô.

## Casas de Culto em São Luís

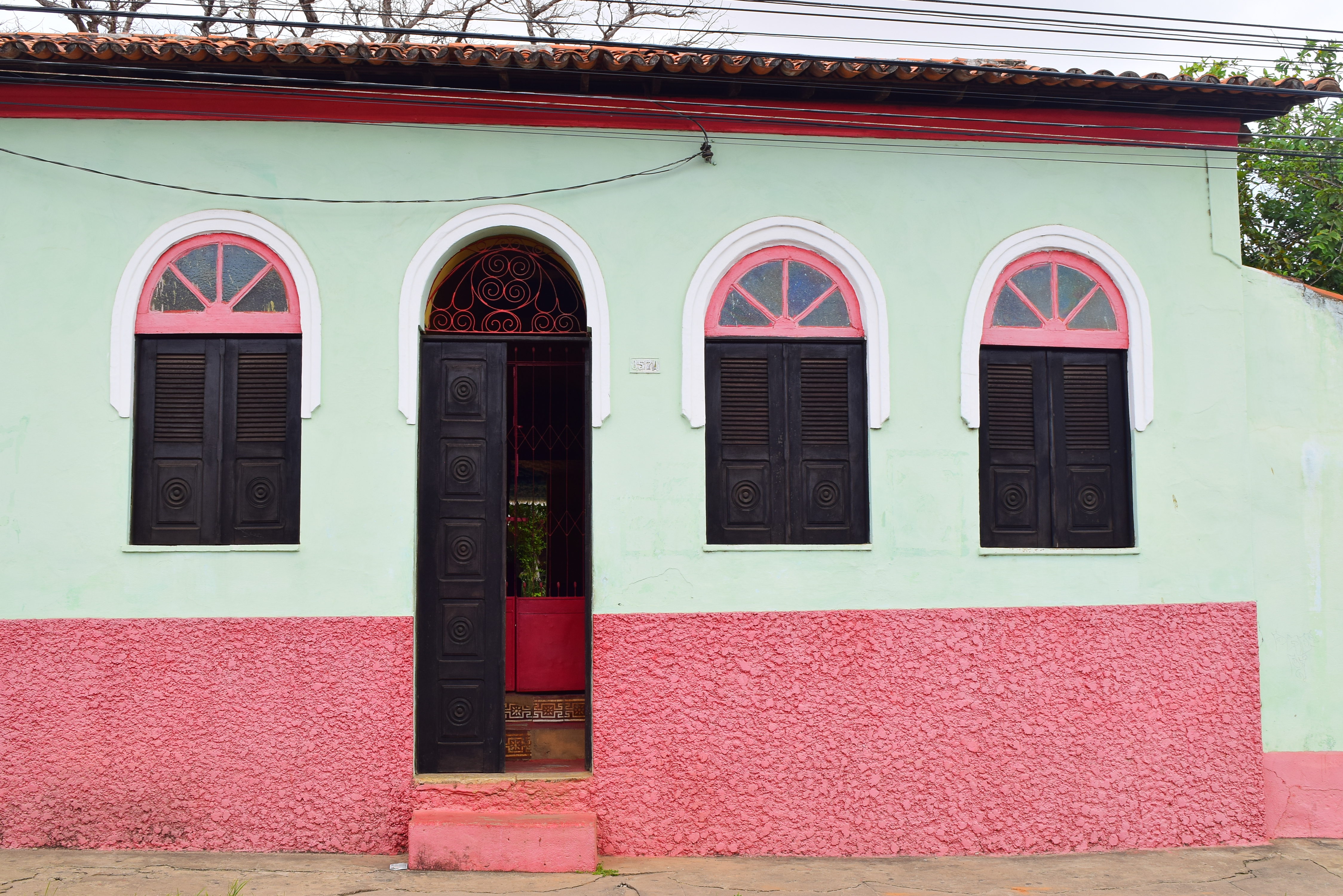
Fachada da Casa das Minas

Casa das Minas (Querebentã de Toi Zomadônu) - fundada em meados do século XIX por Maria Jesuína. Segundo Pierre Verger, Maria Jesuína era na verdade a Rainha Nã Agotimé, da família real de Abomei, esposa do rei Agonglô, mãe do rei Guezô do Daomé, trazida como escrava para o Brasil. A casa dedica-se ao culto jeje dos voduns, que estão organizados por clãs, a saber: Davice que é a principal, hospedando as demais: Dambalá, Quevioço, Aladanu e Savalunu. É considerada a mais antiga casa de tambor de mina no Maranhão, localizada à rua de São Pantaleão, no centro histórico de São Luís. A casa é sempre liderada por mulheres e algumas de suas líderes, alcançaram grande renome como Mãe Andressa Maria de Toi Poliboji e Dona Amélia de Toi Doçú-Bogueçagajá que muito contribuíram para o reconhecimento de sua identidade daomeana. Ao que parece, apesar de sua grande representatividade cultural, o culto aos voduns na Casa das Minas desapareceu com o falecimento da última vodunce, Dona Deni de Toi Lepon (que chefiava a casa desde a morte de Dona Amélia em 1997), em 8 de fevereiro de 2015.
Casa de Nagô (Nagom Abiotom) - fundada por Josefa (Zefa de Nagô) e Maria Joana Travassos, africanas de tradição iourubá, mais precisamente, de Abeocutá, deu origem a outros terreiros de São Luís. Nessa casa são cultuadas as divindades africanas dos nagôs (iorubás) como: Logunedé, Averequete, Ieuá, Obaluaiê, Nanã, Ogum, Xangô, Iemanjá, Orixalá, Iansã, dentre outros e as entidades/encantados (espíritos de pessoas), que são chamadas de gentis (se forem de origem europeia) ou de caboclas (se forem de origem nativa ou não, como os "turcos", reis mouros) como: Dom Luís Rei de França, Dom João, Dom Floriano, Dom Sebastião, Seu Zezinho de Amaramadã, Rei da Turquia, Seu Ricardino, Seu Caboclo Velho, Princesa do Ouro, Seu Guerreiro, Dona Mariana, Seu Légua Boji, Seu João da Mata e muitos outros. Segundo relatos, foi fundada à época de D. Pedro II por malungos africanos "de Nação", ajudados pela fundadora da Casa das Minas. Localizada na Rua das Crioulas, no centro histórico de São Luís, a Casa de Nagô é considerada irmã da Casa das Minas, que juntamente com esta influenciou os demais terreiros de São Luís.
Outros terreiros antigos merecem ser lembrados:
- o Terreiro de Belém, de Severa Soeiro, mais conhecida como Vó Severa, africana de nação Cambinda, que veio de São Bento para São Luís na companhia de seu senhor de escravos. Teve seu aprendizado na Casa de Nagô e foi a terceira africana a abrir casa no Maranhão. Faleceu em 14 de julho de 1937. Após sua morte, o terreiro entrou em declínio e se extinguiu no fim da década de 60;
- o Terreiro Fé em Deus, de Maximiana, consagrado ao vodum Toi Dadarrô, a princípio foi sediado no bairro do João Paulo e depois no Angelim, onde ficou até se extinguir. É sabido que Maximiana manteve fortes ligações com os terreiros de Codó, mas não se sabe ao certo onde foi iniciada. Apesar de estar extinto atualmente, o terreiro foi documentado pela Missão de Pesquisas Folclóricas de Mário de Andrade em 1938, eternizando-o através dos registros audiovisuais;
- o Terreiro de São Benedito, fundado em 10 de agosto de 1896, por Maria Cristina, vodunce da Casa de Nagô. Consagrado ao vodum Toi Averequete é a terceira mais antiga casa de culto afro de São Luís que permanece em funcionamento até hoje. É chefiado por Dona Mundica Estrela, está sediado desde sua fundação na localidade conhecida por Sítio Justino na Vila Embratel;
- o de Nhá Maria Alice (Alice Cruz), vodunce da Casa de Nagô. O terreiro já extinto era de nação felupe ou fulupa e funcionava no Sacavém;
- o de Rosa Guarda-Mor;
- o de Manoel Teu Santo. Manoel Zeferino dos Santos (Teu Santo) era um nigeriano escravizado e que fundou um terreiro que funcionava na Rua do Passeio, Centro de São Luís, até final do século XIX. Manoel Teu Santo é o primeiro sacerdote da historiografia do tambor de mina, uma religião predominantemente matriarcal. Seu nome aparece várias vezes no noticiário local entre 1896 e 1898, sendo referido de modo depreciativo como 'taumaturgo' e 'chefe supremo da pajelança'. O terreiro foi alvo de várias investidas da polícia, tendo seus pertences religiosos apreendidos e seu líder preso. O terreiro de Manoel, diferente de outras casas é referido, como sendo o primeiro a promover sessões de cura ou pajelança, mesclando o culto africano ao culto ameríndio. Manoel ficou afamado por promover sessões milagrosas e por isso, talvez, tenha sido perseguido já que as outras casas, temendo a perseguição policial, disfarçavam o culto sob o manto da devoção católica, sobretudo a Santa Bárbara e São Sebastião. O terreiro de Manoel Teu Santo deu origem ao
- Terreiro de Kota do Barão (de tradição cambinda) e ao
- Terreiro da Turquia (Nifé Olorum), de nação Tapa (nupé), fundado a 23 de junho de 1889, por Mãe Anastácia Lúcia dos Santos (Akisi Obenan);
- Terreiro de Manuel Colasso, que com o auxílio espiritual de Mãe Anastácia, levou a mina para Belém (PA) e depois para o Rio de Janeiro.

Dentre esses todos já extintos, destaca-se o de maior vulto em relação ao número de casas de culto que dele descendem ou são associadas:
- o Terreiro do Egito (Ilê Niamê), fundado a 12 de dezembro de 1864 pela sacerdotisa Massionokou Alapong (Mãe Basília Sofia de Toi Lissá) uma africana de Cumasi (Gana) a partir de um quilombo no bairro do Itaqui. O terreiro do Egito deu origem a grandes casas, como:
- a de Mãe Denira, no bairro do Sacavém, hoje continuada por Mãe Elzita;
- Casa Fanti-Ashanti, sediada no bairro Cruzeiro do Anil. Foi fundada pelo voduno Euclides Menezes Ferreira em 1954. Também conhecida como Tenda São Jorge Jardim de Oeira da Nação Fanti-Ashanti, sendo o primeiro terreiro de mina a dedicar espaço de culto também ao candomblé. Pai Euclides manteve fortes ligações com o Sítio de Pai Adão (nagô do Recife - de onde obteve o título de Talabiã) e com o voduno Avimanjenom, chefe do Templo de Avimanje, em Uidá, no Benin. Pai Euclides de Toi Lissá faleceu em 17 de agosto de 2015, deixando um enorme legado sobre as tradições africanas no Maranhão. A Casa Fanti-Ashanti passa a ser chefiada por Mãe Isabel Mesquita (Mãe Kabeca de Xangô);
- Terreiro de Mina Abê-Iemanjá (Ilê Axé Iemouô), sediado no bairro da Fé em Deus, foi fundado em 1958 pelo carismático voduno Jorge Itaci, falecido em 2003. Dom Jorge (Jorge Babalaô) possuía grande conhecimento sobre a Mina, deixando além de dvds e cds, um inestimável legado oral para seus filhos espirituais. Alguns deles fundaram casas em São Luís, Belém, Manaus, Rio de Janeiro e São Paulo e têm dado continuidade a tradição do tambor de Mina. Após sua morte, o terreiro foi chefiado por Mãe Florência de Toi Agongono (Tia Flôr) que faleceu em 13 de abril de 2015 e agora segue sob o comando da Mãe Eglantine de Toi Boçucó (Mãe Dedé);

Merece destaque o Otá Olé (Terreiro de Mina Pedra de Encantaria Rei Badé, do voduno José Itaparandi) e o Terreiro de Tambor de Mina Dois Irmãos, considerado o primeiro do Pará.
No Maranhão, especificamente, em São Luís, há uma diversidade de terreiros, até hoje não catalogados. Além disso muitas casas funcionam precariamente principalmente por dificuldades financeiras. Acredita-se que existem mais de 200 terreiros espalhados na capital definindo-se como Mina, Umbanda ou Mata (Encantaria de Maria Bárbara Soeira).
Existem terreiros de mina chefiados por pais e mães de santo, feitos no Maranhão, ou de origem maranhense, no Piauí, Pará, Amazonas, na Região Sudeste, como a Casa das Minas Toia Jarina, fundada pelo Voduno Francelino de Shapanan na rua Ferrúcio Castagna, em São Paulo (SP).

## Observações

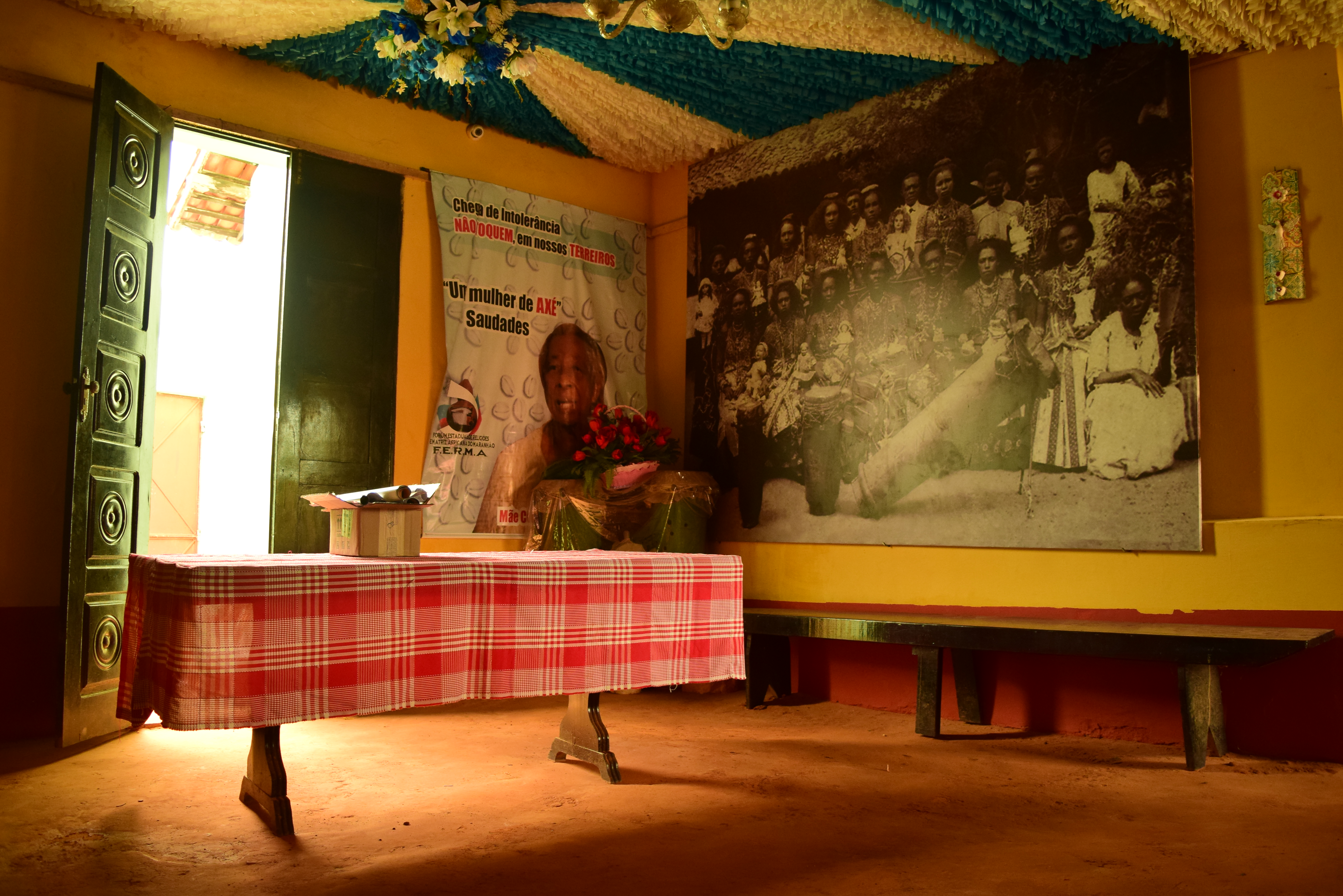
Átrio principal da Casa das Minas, com foto do último barco (cerimônia de iniciação completa) realizado, em 1914.

Na Mina há festas especiais para voduns, gentis e caboclos, sendo que de acordo com o desenvolver do culto mudam-se os toques e os cânticos também, dependendo da família ou linha de entidades que se queira homenagear. Os voduns são as entidades superiores no culto e tudo começa e termina com eles, entretanto, convivem e podem ser celebrados juntamente com gentis ou caboclos (encantados), porém as festas em homenagens aos encantados geralmente ocorrem em separado. Na Mina, diz-se que uma entidade é encantada quando teve vida terrena e desapareceu sem ter sido constatada a sua morte.
Os voduns da Casa das Minas, de quem se conhecem os nomes de aproximadamente sessenta, agrupam-se em três famílias principais e duas que são hóspedes da casa, a saber: a família de Davice, também chamada de família real, a que pertence o vodum dono da casa, Toi Zomadonu e outros, que como ele são relacionados com a família real do Daomé, como: Toi Dadarrô, Toi Doçú-Bogueçagajá, Toi Bedigá, Nochê Sepazin, Toi Daco-Donu, Toi Nagono Toçá, Toi Nagono Tocé e Toi Jagoroboçú; a família de Quevioço (dos voduns chamados nagôs), como Toi Badé Neném Quevioçô (Xangô), Nochê Sobô Babadi (Iansã), Toi Loco (Iroco), Toi Lissá (Oxalá), Toi Averequete, Nochê Abê (Iemanjá) e outros; a família de Dambirá (que cura a peste e outras doenças), chefiada por Toi Acóssi Sapatá Odã e que incluí entre outros Toi Azíle, Toi Agonçozonce Dambirá, Toi Polibojí, Toi Lepon, Toi Alogué, Nochê Ieuá, Nochê Bôçalabê e Toi Boçucó.
Existem ainda os voduns Toi Ajaúto de Aladánu e Toi Avrejó que formam a família de Aladanu, hóspede de Quevioçô, e os voduns agrupados na família de Savaluno, hóspede de Davice, como Toi Agongono e Toi Jotin. Cada família ocupa uma parte específica da casa e tem cânticos, comportamentos e atividades próprias. O título de Toi significa que o vodum é masculino e o título de Nochê significa que o vodum é feminino.
A riqueza do culto e sua peculiaridade pode ser observada na liturgia, nos instrumentos, nos trajes, no comportamento das entidades e nos cânticos em língua jeje ou nagô, isto é, num jeje (fom) intraduzível, deturpado naturalmente no decorrer de séculos. Além dos cânticos tradicionais entoados aos voduns, cantam-se várias 'doutrinas' em português e ladainhas em latim, isto se deve ao fato de que o tambor-de-mina, com exceção da Casa das Minas, ser um misto de elementos nagôs (iorubás), jeje, fanti-axanti, quetu, agrono ou cambinda (angola-congo), indígenas e europeus (catolicismo romano).
Por essa riqueza cultural e pelo próprio sincretismo presente no culto, estes elementos convivem de forma harmônica, sendo quase impossível separar do Tambor-de-Mina, o catolicismo popular, o folclore local e a Encantaria, já que, nesta acepção em especial, a maioria das casas de culto dedica-se também à Cura ou Pajelança (em ritos festivos chamados de Brinquedos de Cura, ou ainda Tambor de Curador, em Cururupu). É dito que os encantados que participam das duas "navegam nas duas águas", sendo a Mina classificada como "linha de água salgada" e a Cura/Pajelança como "linha de água doce".
Entretanto, o que de fato vem descaracterizando o Tambor de Mina, é a influência direta ou indireta de denominações não originárias do Maranhão, como a Umbanda e o Candomblé exercida sobre muitos líderes de terreiros maranhenses, notória no usos de alguns vocábulos, práticas, rituais e paramentos próprios do candomblé ou da umbanda, porém totalmente alheios à Mina e que leva a que o culto seja, de maneira errônea e apressada, considerado como uma nação do Candomblé ou uma variedade da Umbanda.
Diversos objetos da cultura afro-maranhense, sobretudo do Tambor de Mina, como acessórios de indumentária e instrumentos musicais utilizados nos rituais religiosos da Casa das Minas, Casa de Nagô e outros terreiros do Maranhão, podem ser encontrados na Cafuá das Mercês (Museu do Negro), em São Luís